# Emilija Kokić
Emilija Kokić (Zadar, 10. svibnja 1968.), hrvatska je pjevačica. Bila je pjevačica zadarske grupe Riva s kojom je pobijedila na Euroviziji u švicarskoj  Lausanni s pjesmom "Rock Me" s ukupno 137 bodova.
Nakon razilaženja grupe 1993. godine nastavila je solo karijeru i izbacila 5 albuma i 2 EP-a. Neke od njenih najpopularnijih pjesama su Javi se, Ja sam bila s njim, duet s Ninom Badrić Ja sam vlak, Santa ledena i Ljepota s Jucijem s kojom se natjecala na Dori 2001. godine i osvojila 2. mjesto. Otvorila je svoju školu za pjevanje i mentorirala je preko 400 polaznika.

## Diskografija
- 1989.: Rock Me (s grupom Riva)
- 1994.: Emilia
- 1995.: 100 % Emilia
- 1996.: Ostavi trag
- 1999.: S moje strane svemira
- 2001.: Ja sam tu
- 2004.: Halo
- 2008.: Čime sam te zaslužila

## Privatni život
Emilija je udana za poznatog TV voditelja Miljenka Kokota.